# È permesso?
È permesso? è stato un programma televisivo di varietà andato in onda in una edizione e nove puntate dal 29 luglio al 23 settembre 1979 sulla Rete 1 della Rai.

## Caratteristiche
Diretto da Giuliano Nicastro, scritto da Guido Clericetti e Gustavo Palazio e condotto da Claudio Sorrentino con gli Easy Connection – gruppo di sei elementi, attivo tra il 1976 e il 1983, composto da Bob O'Brien, Gisetta Muñoz, Ivano Tonini, Mario Salvadei, Romano Bais e Vittorio Lazzarini – il varietà andò in onda la domenica pomeriggio durante l'estate del 1979 in sostituzione di Domenica in, tra la terza e la quarta edizione, l'ultima condotta da Corrado – dove venne presentata la trasmissione – e la prima condotta da Pippo Baudo.
Il tema base della trasmissione era racchiuso nella domanda del titolo, È permesso?, riferito all'argomento della gentilezza e bonarietà, unito al fatto di entrare in punta di piedi tramite lo schermo televisivo nelle case e nei luoghi di villeggiatura dei telespettatori nelle domeniche estive.
Tra i partecipanti al programma vi era anche la diciannovenne, quasi esordiente, Eleonora Brigliadori. 

## Sigla
La sigla di apertura del varietà, È permesso?, è cantata dagli Easy Connection; quella di chiusura, Toc toc... chi è? è cantata da Claudio Sorrentino.